# Luftstreitkräfte des Tschad
Die Luftstreitkräfte des Tschad (französisch Armée de l’Air Tchadienne, AAT, arabisch القوات الجوية التشادية, DMG al-Qawāt al-ǧauīyya at-Tšādīyya, en.: Chadian Air Force) sind die Luftstreitkräfte der Streitkräfte des Tschad. Sie wurden 1961 als Escadrille Nationale Tchadienne (ENT, en.: Chadian National Flight/Squadron) gegründet.
Die Luftstreitkräfte haben einen gemeinsamen Stützpunkt mit den französischen Luftstreitkräften am Flughafen N’Djamena.

## Geschichte

### Anfänge
Ab 1969 war die Escadrille Nationale Tchadienne mit fünf Douglas C-47-Transportflugzeugen und drei Verbindungsflugzeugen Max Holste MH.1521 Broussard ausgestattet. Die meisten von ihnen wurden von französischen Crews geflogen, da es nur sehr wenige einheimische Piloten gab. Mitte der 1970er wurde die Kampfkraft durch sechs Douglas AD-4N Skyraider sowie einige zusätzliche Transporter vom Typ C-47 und Douglas C-54 verstärkt, so dass die Gesamtzahl der Flugzeuge zu diesem Zeitpunkt 13 erreichte. Sie alle waren Spenden Frankreichs, und die meisten waren noch immer mit französischen Crews ausgestattet. Drei Reims-Cessna FTB337 wurden 1977 ebenfalls ausgeliefert.

### Erste Kampfeinsätze
Die ENT nahm im Juni und Juli 1977 an ihren ersten großen Kampfhandlungen gegen die von Libyen unterstützten Rebellen der Front de Libération Nationale du Tchad (FROLINAT) teil. Nach einem Angriff auf Zouar wurden vom Flughafen Faya-Largeau aus Aufklärungsmissionen gestartet. Die ersten Angriffsflüge wurden am 1. Juli von Skyraidern geflogen. Gegen die Stellungen der Rebellen wurden Bomben, Raketen und Kanonen eingesetzt, aber fast alle beteiligten Flugzeuge wurden durch Bodenfeuer beschädigt. Am nächsten Tag wurde die Taktik geändert und die Piloten beschlossen, aus nur 60 m Höhe anzugreifen und alle ihre Waffen auf einmal abzufeuern. Obwohl sie dadurch weniger Gegenfeuer ausgesetzt waren, wurden mehrere Flugzeuge durch die Explosionen von Bomben und Raketen beschädigt. Am 3. Juli wurde ein Skyraider im Motor getroffen und sein Pilot musste auf einer verlassenen Landebahn in der Nähe von Zouar landen. Er wurde schnell von seinem Flügelmann geborgen. Später traf ein Team von Technikern an Bord einer C-47 ein und reparierte das Flugzeug, das am nächsten Tag ausgeflogen wurde. Trotz der Bemühungen der ENT wurde Zouar am 6. Juli von der FROLINAT überrannt.
Nach monatelangen Vorbereitungen erfolgte im Januar 1978 der nächste große Angriff der FROLINAT. Alle Garnisonen der Streitkräfte des Tschad (ANT) im Tibesti wurden überrannt. Die FROLINAT und der Vormarsch der libyschen Armee wurden von den ENT überwacht. Bei einem dieser Einsätze wurde am 29. Januar eine C-47 in sehr geringer Höhe von einem MANPADS 9K32 Strela-2 (SA-7) getroffen und stürzte ab; die gesamte Besatzung kam ums Leben. Am nächsten Tag wurde eine Rettungsaktion organisiert, bei der eine C-54 nach Faya-Largeau entsandt wurde, um einen Skyraider und einen SA 330 Puma-Hubschrauber der französischen leichten Luftfahrt zu unterstützen. Wenige Minuten nach dem Start von Faya-Largeau wurde die C-54 jedoch von zwei SA-7 getroffen, und ihr Pilot führte eine Notlandung durch, während zwei Triebwerke des Flugzeugs in Brand gerieten. Alle fünf Besatzungsmitglieder überlebten und wurden vom Puma-Hubschrauber geborgen. Die Bedrohung durch SA-7 setzte den Operationen der ENT im Gebiet von Faya ein Ende. Ohne Unterstützung brach die Garnison der Stadt am 18. Februar zusammen.
Angesichts des von Libyen unterstützten Ansturms der Rebellen bat der Präsident des Tschad, General Félix Malloum, um ein militärisches Eingreifen Frankreichs. Die französische Regierung stimmte zu, und so wurde Anfang April die Opération Tacaud gestartet. Die ENT trat am 16. April zusammen mit Flugzeugen der französischen Luftstreitkräfte während der Offensive der FROLINAT auf Salal erneut in Aktion. Einer ihrer Skyraider wurde von einer SA-7 abgeschossen, wobei der Pilot getötet wurde. Auch wenn die ANT-Garnison in Salal schließlich von den Aufständischen überrannt wurde, konnte durch die französische Intervention der Vormarsch der Rebellen in Richtung der Hauptstadt N’Djamena gestoppt werden. Sie verschärfte jedoch auch die Meinungsverschiedenheiten zwischen den verschiedenen Rebellenfraktionen. Die Situation kulminierte im Spätsommer 1978, als Hissène Habrés Fraktion, die Forces Armées du Nord (FAN), desertierte und sich den Regierungstruppen anschloss. Im Gegenzug wurde Habré von Malloum zum Premierminister des Tschad ernannt. Dieses Bündnis hielt jedoch nicht lange, und im Februar 1979 stationierte Habré seine Truppen rund um N’Djamena. Diese begannen ihren Angriff am 11. Februar. Die ENT und die dort stationierten französischen Streitkräfte versuchten, Malloums bedrängter Regierung zu helfen. Als Reaktion darauf erklärte Habré, er könne die Sicherheit der in der Stadt lebenden Ausländer nicht garantieren, sollten die Bombardierungen anhalten. Dies veranlasste die französischen Streitkräfte, die Bombardierungen einzustellen. Die Ausländer wurden dann mit französischen Transportflugzeugen evakuiert, gefolgt von den dort anwesenden französischen Truppen. Dies führte dazu, dass die ENT ihre Operationen vollständig einstellte: Ohne Zugang zum französischen Personal, das ihre Flugzeuge steuerte, wurde sie de facto aufgelöst.

### Neuaufbau
Die tschadischen Luftstreitkräfte wurde 1984 als Armée de l’Air Tchadienne neu gegründet. Die ersten Flugzeuge der wiederhergestellten Luftstreitkräfte waren vier Lockheed C-130A, die von den Vereinigten Staaten gespendet worden waren. Ab 1986 verfügte sie außerdem über drei C-47, eine C-54, eine CASA C-212 und zwei Pilatus PC-7. Kommandant war damals Captain Mornadji Mbaissanabe, und sie zählte rund 200 Mann. Bei Wartungsaufgaben war sie auf die Franzosen angewiesen, und die meisten ihrer Piloten waren Franzosen oder Zairer, nur wenige waren Tschader. Die C-130-Flotte der AAT wurde in großem Umfang zur Unterstützung der im Norden des Landes stationierten FANT-Truppen während des Toyota-Krieges eingesetzt. Ende 1987 wurde eines dieser Flugzeuge aufgegeben, nachdem es auf einer Landebahn nahe Yebbi-Bou Feuer gefangen hatte.

### Wachstum

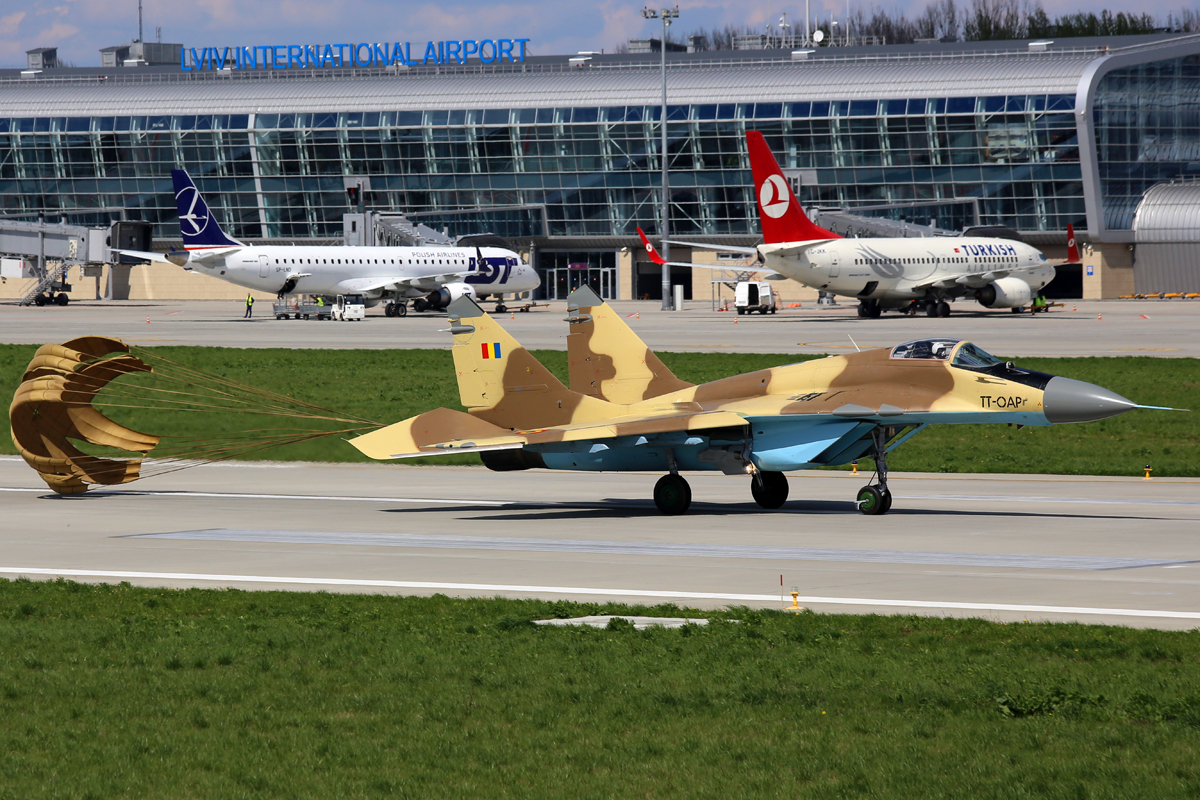
Eine tschadische MiG-29 landet mit offenem Bremsschirm auf dem internationalen Flughafen Lwiw.

Nach Ende des tschadisch-libyschen Konflikts normalisierten sich die Beziehungen zu Libyen 1994. Ab Mitte der 1990er Jahre begann der AAT langsam, aber stetig zu wachsen. 1995 wurden zwei gebrauchte Aérospatiale Alouette III aus den Niederlanden gekauft. Ende der 1990er Jahre wurden außerdem zwei Mil Mi-24 D und eine Mil Mi-17 gekauft. Libyen spendete im selben Zeitraum zwei Antonow An-26 und 2006 zwei SIAI-Marchetti SF.260. Im Jahr 2000 wurden zwei Mi-24V aus der Ukraine geliefert sowie 2001 und 2006 vier Mi-17. In den Jahren 2007 und 2008 wurden vier weitere Mi-24V aus derselben Quelle geliefert. Die Expansion des AAT in diesem Zeitraum wurde durch Lizenzgebühren aus Ölexporten gefördert, die Mitte der 2000er Jahre begannen. Im Jahr 2005 wurde einer der beiden PC-7, die Frankreich in den 1980er-Jahren gespendet hatte, von der Firma Griffon Aerospace überholt; eine weitere Maschine wurde in den USA auch auf dem zivilen Markt erworben. Dieselbe Firma erwarb dann eine einzelne Pilatus PC-9 direkt vom Schweizer Hersteller Pilatus Aircraft und stellte rund 50 französische, algerische und mexikanische Soldaten für den Dienst in der AAT ein. Griffon Aerospace modifizierte dann eine Mi-17V-5, drei Mi-24V und die PC-9 mit Aufhängevorrichtungen, sodass sie Bomben vom Typ Mark 81 und Mark 82 aus Pakistan tragen konnten. Die drei Mi-24V wurden zudem mit Nachtsichtgeräten kompatibel gemacht. Die Bewaffnung der PC-9 löste in der Schweiz einen Skandal aus, da die tschadische Regierung versprochen hatte, die Maschine nicht in Kampfrollen einzusetzen. Diese Affäre markierte das Ende der Arbeit von Griffon Aerospace im Tschad und alle seine Mitarbeiter verließen das Land bis März 2008.
Diese waren jedoch inzwischen an Kampfhandlungen beteiligt gewesen. Vertragsausbilder flogen mit weniger erfahrenen tschadischen Piloten, insbesondere bei Nachteinsätzen. Sie flogen auch Mi-17 und Mi-24 während der Schlacht von N’Djamena 2008 und griffen aufständische Technicals an. Die einzelne PC-9 flog im Januar 2008 trotz der Zusage der tschadischen Regierung auch Angriffe in Darfur. Die AAT war auch stark daran beteiligt, 2009 eine Rebelleninvasion aus dem benachbarten Sudan zurückzuschlagen. Sudanesische Beamte behaupteten auch, dass tschadische Flugzeuge während des Konflikts mehrere grenzüberschreitende Angriffe auf den Sudan geflogen hätten. Die spektakulärste Anschaffung dieser Zeit war eine Lieferung von sechs Suchoi Su-25 (vier einsitzige und zwei zweisitzige Maschinen), die zwischen 2008 und 2010 aus der Ukraine geliefert wurden. Dieses Land stellte auch einen großen Teil der in den Luftstreitkräften dienenden Söldner, obwohl das tschadische Personal seine Ausbildung in Frankreich und Äthiopien begann und in den letzten Jahren allmählich Ausländer ersetzte. Von 2008 bis 2010 wurden auch sechs Eurocopter Fennecs von den Luftstreitkräften der Republik Singapur beschafft. Zu dieser Zeit wurden verschiedene Staffeln aufgestellt, darunter jeweils eine Jagd-, Verbindungs-, Transport- und Hubschrauberstaffel.
Vier weitere in der Ukraine gekaufte Su-25 wurden 2013 ausgeliefert, und die erste von drei Mikojan MiG-29 traf im darauf folgenden Jahr ein. Zwei Alenia C-27J Spartans wurden 2013–2014 ebenfalls in den Bestand aufgenommen. 2015 nahmen Su-25 der tschadischen Luftstreitkräfte an den Kämpfen gegen Boko Haram im benachbarten Kamerun und Nigeria teil. Bei einem Sturm am 1. Juli 2017, der den Hauptstützpunkt der Luftstreitkräfte am internationalen Flughafen N’Djamena traf, wurden mehrere Flugzeuge und Hubschrauber beschädigt. Die Heftigkeit des Sturms wurde durch die Verwendung von Stoffabdeckungen für die Hangars noch verstärkt. Zu den Verlusten oder Beschädigungen zählten drei Hubschrauber, ein PC-12, ein MiG-29-Kampfflugzeug und zwei Su-25-Kampfflugzeuge.

## Flugzeuge
| Flugzeug                 |            | Herkunft           | Typ                                                                                    | Variante    | Indienststellung | Anmerkungen                          |            |
| Jagdbomber               | Jagdbomber | Jagdbomber         | Jagdbomber                                                                             | Jagdbomber  | Jagdbomber       | Jagdbomber                           | Jagdbomber |
| ------------------------ | ---------- | ------------------ | -------------------------------------------------------------------------------------- | ----------- | ---------------- | ------------------------------------ | ---------- |
| Suchoi Su-25             |            | Sowjetunion        | Angriff                                                                                |             | 9                |                                      |            |
| Mikoyan-Gurevich MiG-29  |            | Ukraine            | Luftüberlegenheitsjäger                                                                | TT-OAP      | 1                | 2017 beschädigt, unklar ob repariert |            |
| TAI Hürkuş               |            | Türkei             | Angriff                                                                                |             | 3                |                                      |            |
| Transportflugzeug        |            |                    |                                                                                        |             |                  |                                      |            |
| Cessna 208               |            | Vereinigte Staaten | Transport / Intelligence, surveillance, target acquisition, and reconnaissance (ISTAR) |             | 4                |                                      |            |
| Alenia C-27J             |            | Italien            | Transport                                                                              |             | 2                |                                      |            |
| Antonow An-26            |            | Sowjetunion        | Transport                                                                              |             | 3                |                                      |            |
| Lockheed C-130 Hercules  |            | Vereinigte Staaten | Transport                                                                              | C-130H      | 1                |                                      |            |
| Helicopter               |            |                    |                                                                                        |             |                  |                                      |            |
| Mil Mi-17                |            | Russland           | Dienstprogramme                                                                        | Mi-8/17/171 | 5                |                                      |            |
| Mil Mi-24                |            | Sowjetunion        | Angriff                                                                                |             | 3                |                                      |            |
| Alouette III             |            | Frankreich         |                                                                                        |             | 1                |                                      |            |
| Eurocopter AS550         |            | Frankreich         |                                                                                        |             | 6                |                                      |            |
| Schulflugzeuge           |            |                    |                                                                                        |             |                  |                                      |            |
| Pilatus PC-9             |            | Schweiz            | Fortgeschrittenen-Training                                                             |             | 1                |                                      |            |
| Pilatus PC-7             |            | Schweiz            | Training                                                                               |             | 2                |                                      |            |
| SIAI-Marchetti SF.260    |            | Italien            | Training                                                                               |             | 1                |                                      |            |
| Unbemanntes Luftfahrzeug |            |                    |                                                                                        |             |                  |                                      |            |
| TAI Anka                 |            | Türkei             |                                                                                        |             | 2                |                                      |            |
| TAI Aksungur             |            | Türkei             |                                                                                        |             | 2                |                                      |            |

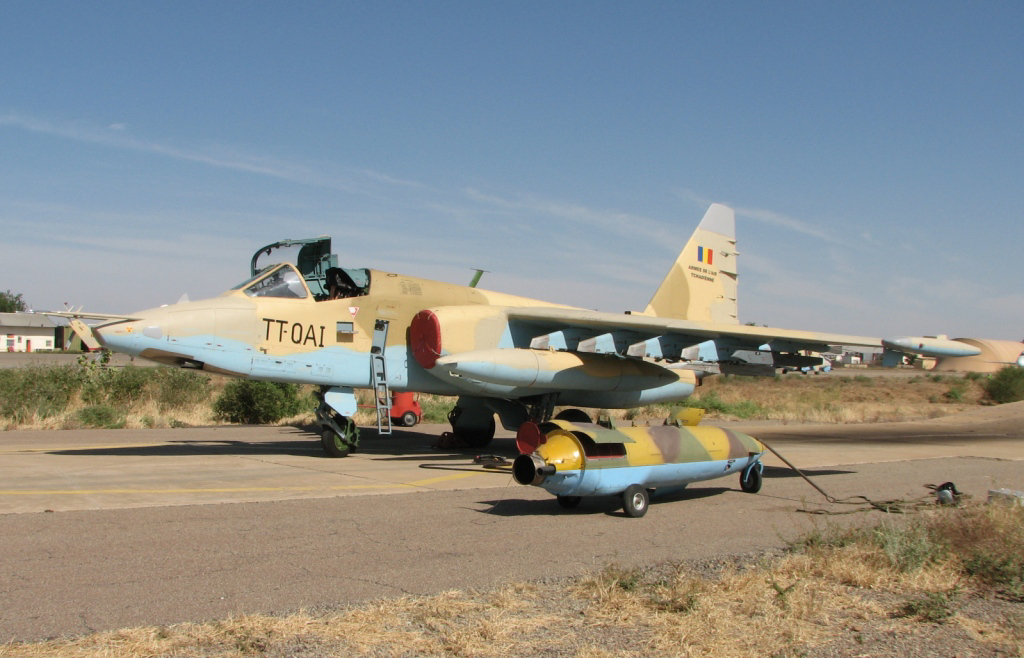
Eine Suchoi Su-25 am Flughafen N’Djamena.

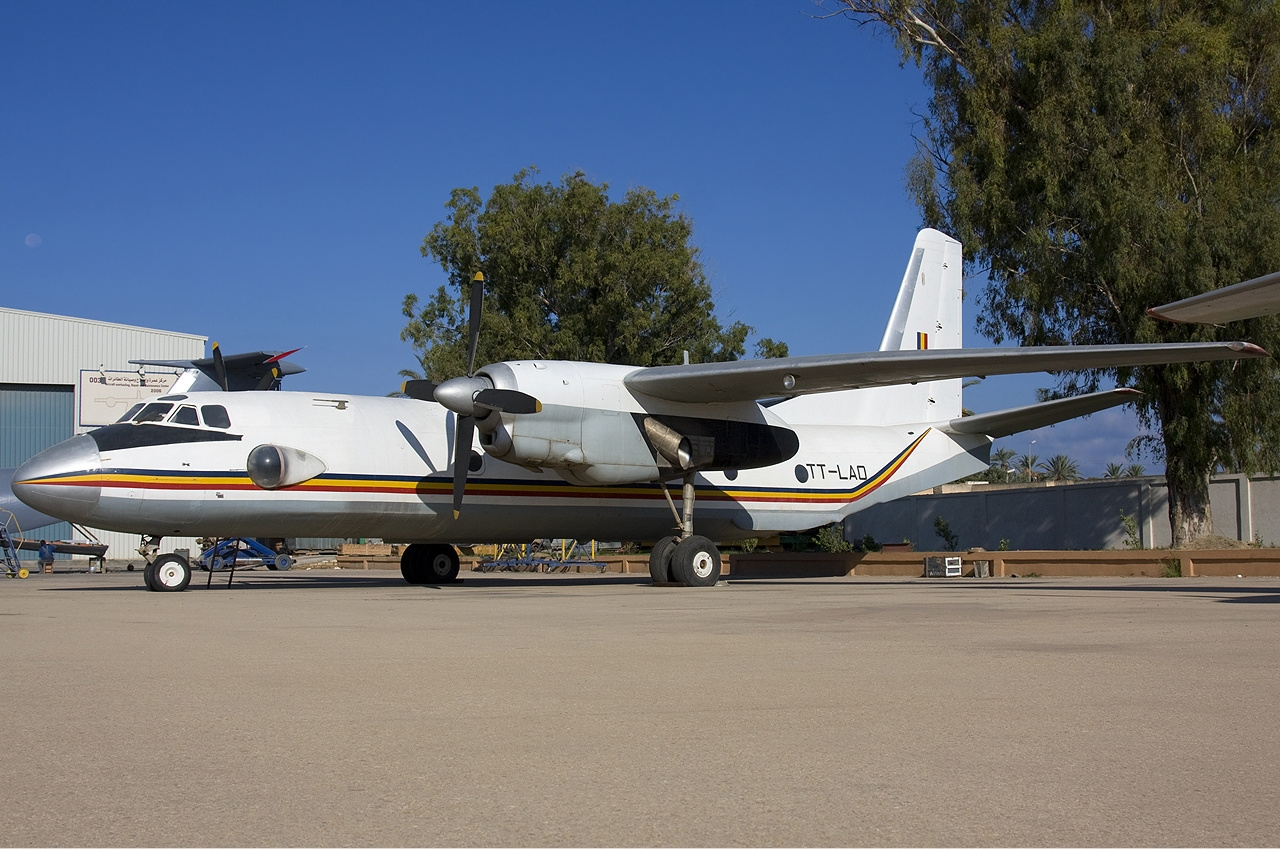
Eine Antonow An-26 auf dem Rollfeld.

Die Zahl der einsatzfähigen Flugzeuge der Streitkräfte dürfte weitaus geringer sein als die offiziellen Zahlen. Einem Bericht in Le Figaro vom April 2006 zufolge bestand die tschadische Luftstreitkräfte nur aus zwei Lockheed C-130 Hercules-Transportern, einem einsatzfähigen Mil Mi-17-Hubschrauber und zwei nicht einsatzfähigen Mil Mi-24-Hubschraubern. Später ging eine C-130 TT-PAF bei einem Landeunfall in Abéché am 11. Juni 2006 verloren.

## Unfälle
Das Aviation Safety Network listete vier Vorfälle zwischen 1976 und 1987 auf, einen bezüglich einer Douglas DC-3; eine Douglas DC-4 wurde von einer Boden-Luft-Rakete abgeschossen und die restlichen zwei betrafen die Transportflugzeuge C-130 Hercules, wobei einer während eines Routinestarts abstürzte, der andere während einer Landung.
2004 kam es bei einem der tschadischen Hubschrauber, der Journalisten und UN-Vertreter zu einem Treffen mit Kofi Annan transportierte, zu einer Störung und einer unsanften Landung in der Wüste.